# Päpstliche Katholische Universität von Ecuador
Die Päpstliche Katholische Universität von Ecuador (span.:
 Pontificia Universidad Católica del Ecuador, kurz: PUCE) ist eine private, katholische Volluniversität in Trägerschaft der Jesuiten in Ecuador.

## Organisation und Standorte
Die Universität wurde 1946 im Zentrum von Quito gegründet und schrittweise ausgebaut. Neben dem Sitz in Quito gibt es Campus in Ibarra, Santo Domingo de los Colorados, Ambato, Esmeraldas und der Provinz Manabí, bis 1990 auch in Cuenca. Rechtsträger des Verbundes ist das Sistema Nacional Universitario Pontificia Universidad Católica del Ecuador (SINAPUCE) (dt.: Nationales universitäres System der Päpstlichen Katholischen Universität von Ecuador).
Die Hochschule hat 2013 ein Budget von 71,8 Millionen USD, davon kommen 13,8 Millionen aus staatlichen Subventionen.
Großkanzler ist der Erzbischof von Quito, Fausto Trávez Trávez, Rektor ist Fernando Ponce León, SJ.
Im Juli 2015 besuchte Papst Franziskus die Universität bei seiner Ecuador Reise.

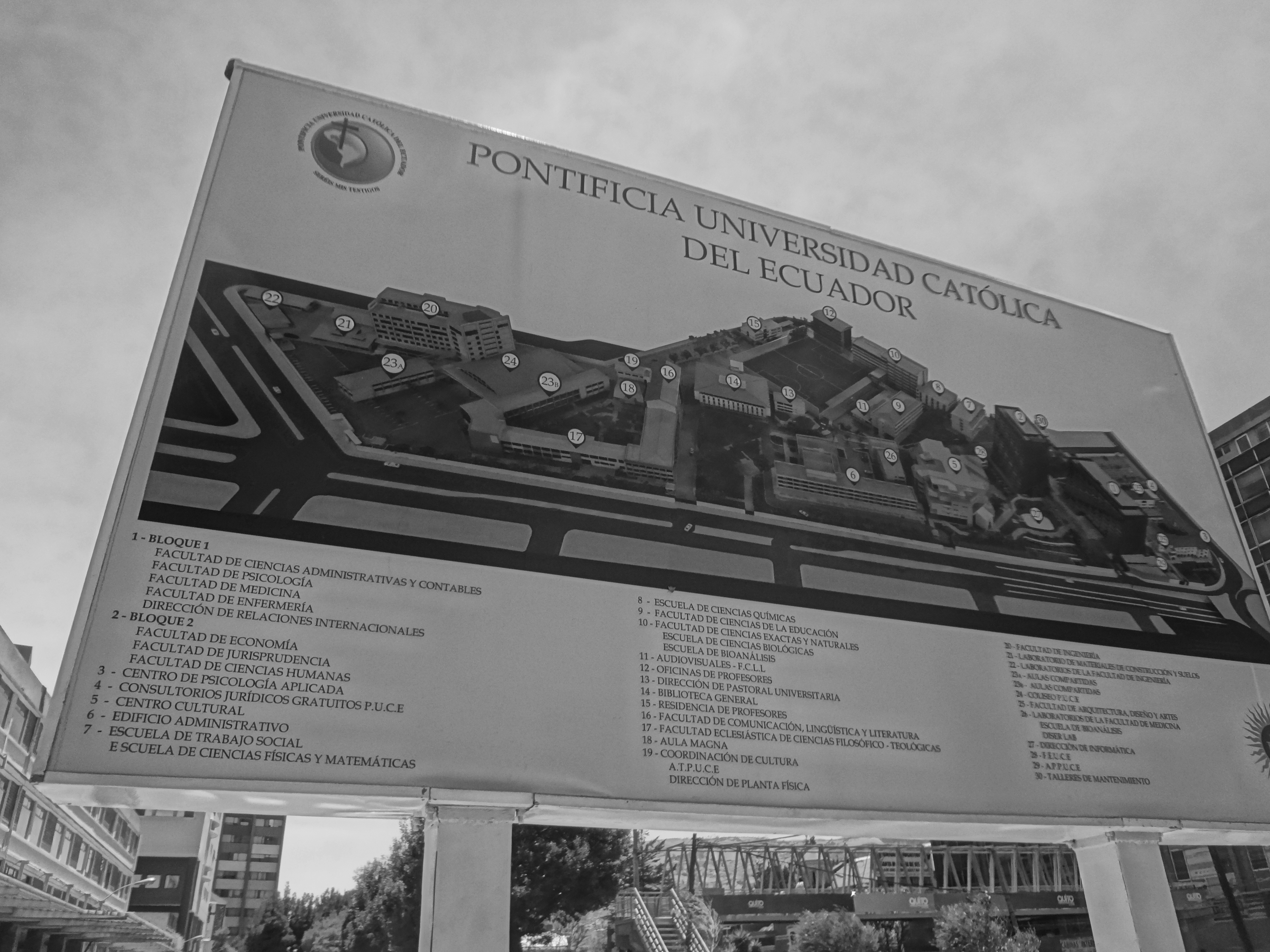
Orientierungstafel
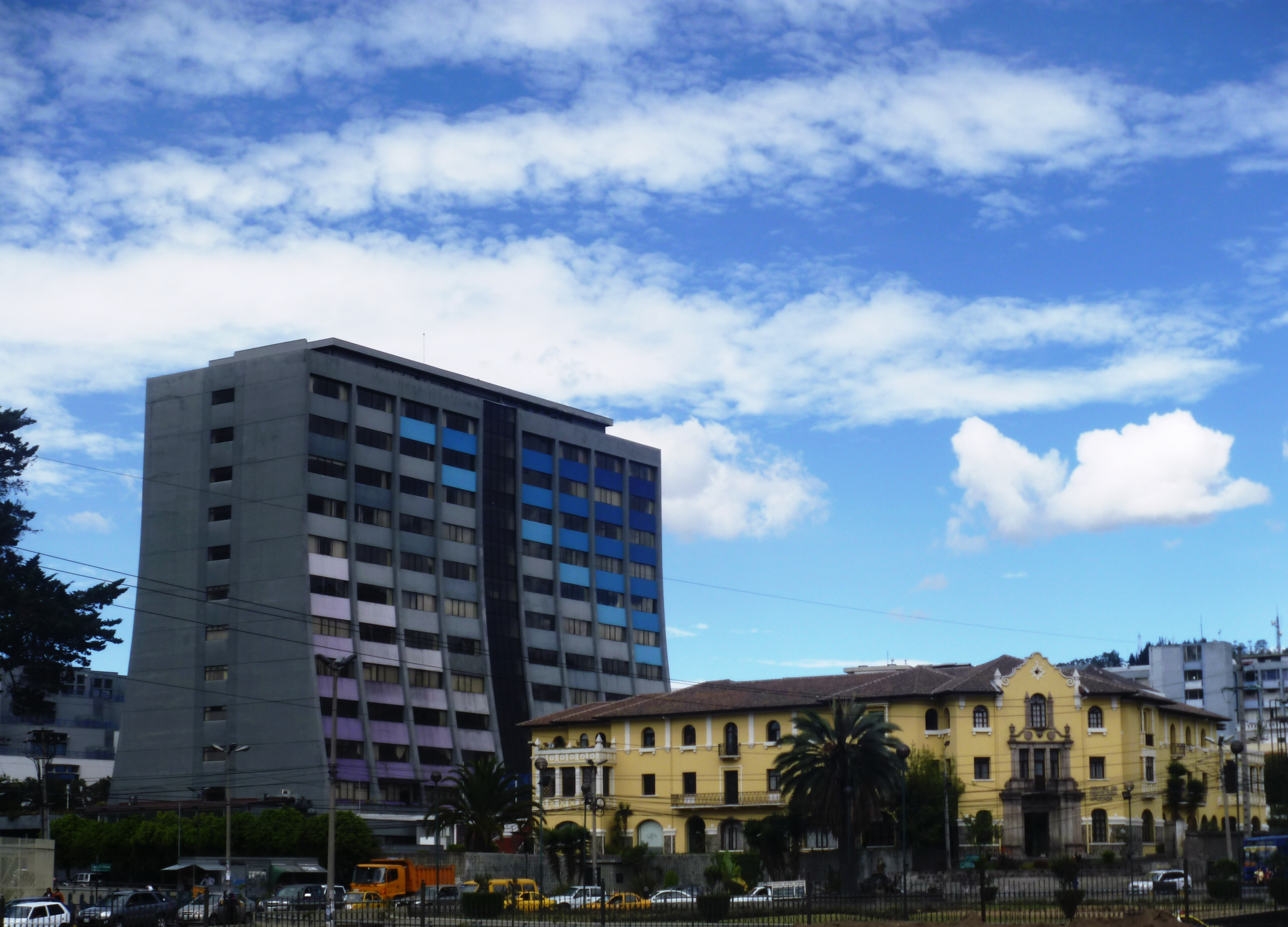
Auf dem Campus
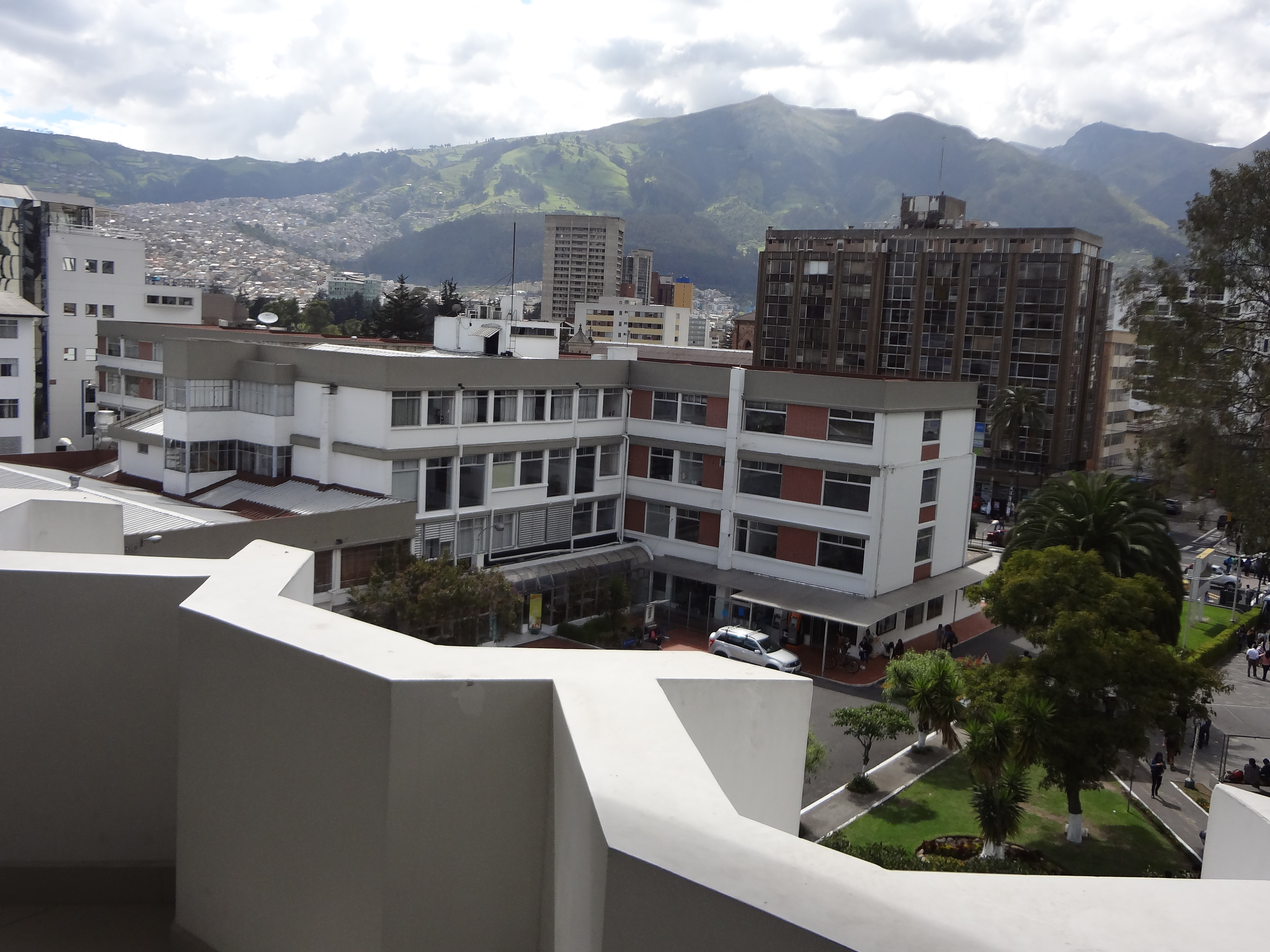
Bibliothek
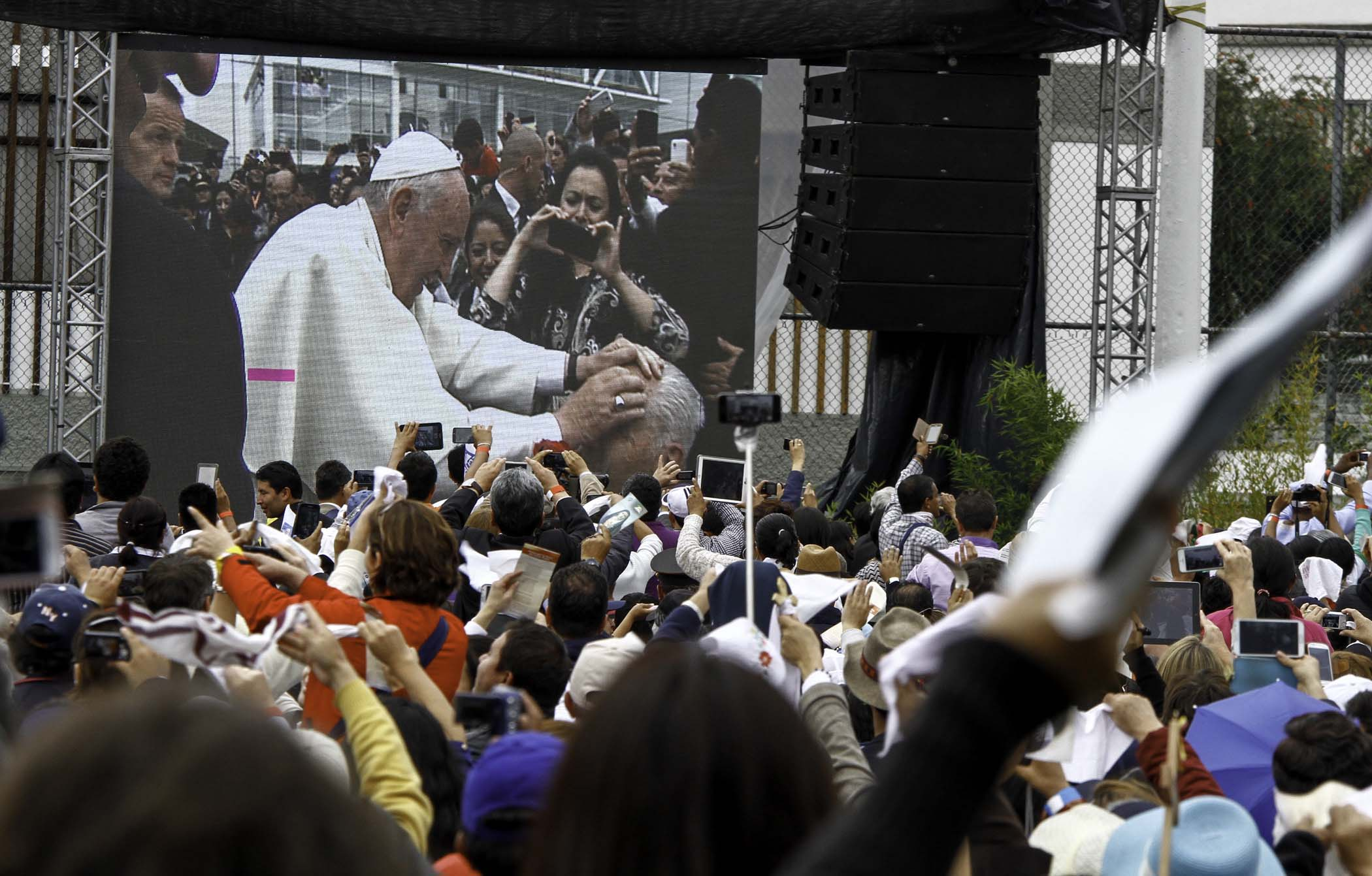
Papstbesuch 2015

## Fakultäten und Einrichtungen
- Architektur, Design und Kunst
- Administration und Buchführung
- Exakte und Naturwissenschaften
- Philosophie und Theologie
- Sprachwissenschaft
- Geisteswissenschaften
- Erziehungswissenschaften
- Kommunikation, Sprachwissenschaft und Literaturwissenschaft[9]
- Wirtschaftswissenschaften
- Krankenpflege
- Ingenieurswesen
- Jura
- Medizin
- Psychologie

Dazu kommen Schulen bzw. Institute für die Fächer Bioanalyse und Sozialarbeit.
Für die meisten dieser Fächer werden die Abschlüsse Licenciatura, Diplomado, Magister, Maestría bzw. Master angeboten.
Die PUCE gibt eine Vielzahl von wissenschaftlichen Zeitschriften heraus. Der PUCE ist ein Kulturzentrum mit wechselnden Ausstellungen, Konzerten und Vorträgen angegliedert.

## Ehemalige Studenten
- Fabián Alarcón (* 1947),  ecuadorianischer Politiker, Präsident von Ecuador von 1997 bis 1998
- Enrique Ayala (* 1950), ecuadorianischer Politiker und Historiker, Rektor der Universidad Andina Simón Bolívar
- Agustín Cueva (1937–1992), ecuadorianischer Soziologe und Literaturtheoretiker
- Yolanda Kakabadse (* 1948), ecuadorianische Umweltpolitikerin
- Osvaldo Hurtado (* 1939), ecuadorianischer Politiker und Sozialwissenschaftler, Präsidenten von Ecuador von 1981 bis 1984
- Juan Paz y Miño, ecuadorianischer Historiker und Publizist
- Wilson Moncayo (1944–2012), ecuadorianischer Theologe und römisch-katholischer Bischof von Santo Domingo de los Colorados